# Pseudautomeris pohli
Pseudautomeris pohli är en fjärilsart som beskrevs av Lemaire 1966. Pseudautomeris pohli ingår i släktet Pseudautomeris och familjen påfågelsspinnare. Inga underarter finns listade i Catalogue of Life.